# Физиологија излагања хладноћи
Физиологија излагања хладноћи је област физиологије која се бави проучавањем и тумачењем физичких и хемијских фактора одговорних за настанак промена у организму које су присутне у значајним количинама у свакодневним активностима и активностима у слободно време, посебно код циркумполарних становника (нпр. Финаца који су пријавили да су били изложени хладноћи у просеку 4% свог укупног времена).
Кроз историју постоји много примера страшних последица које су војници доживели током војних операција вођених по хладном времену. Преко 90.000 жртава америчке војске и војног ваздухопловства током Другог светског рата може се приписати повредама од хладноће. Жртве немачке војске од хладноће биле су најмање исто толико. Још 10.000 жртава које су биле резултат хладних повреда догодило се током Корејског рата. Тренутно, превенција повреда од хладноће је област од великог значаја за командне јединице за јединице војске које делују у хладним климатским условима.
Људи имају тенденцију да се ослањају на терморегулацију да би се заштитили од хладноће. Односно, они носе одећу, остају у склоништима и користе разне уређаје за производњу топлоте. Међутим, када су стратегије понашања неадекватне за одбрану хомеостазе телесне температуре, изазивају се физиолошки одговори. Осим што штите од ефеката хладноће и играју улогу у етиологији повреда од хладноће, ови физиолошки одговори могу променити метаболизам особа које живе и раде у хладној клими. 
Фактори који мењају изложеност хладноћи су: старост, пол, запослење, образовање, здравље и интензитет физичког вежбања. Неколико симптома и тегоба је повезано са излагањем хладноћи током зиме и почињу да се појављују чешће када се температуре спусте испод -10 °C. Урбани циркумполарни људи не показују евидентно реакције аклиматизације на хладноћу у смислу промена у терморегулацији, вероватно због фактора понашања (адекватне заштитне одећа, кратко излагање хладноћи и високе температуре становања). Умерено излагање хладноћи, које се може јавити у свакодневном животу, негативно утиче на когницију кроз механизме дистракције и позитивно и негативно кроз механизам узбуђења (појачане будности). Чини се да хладноћа негативно утиче нарочито на једноставне когнитивне задатке, док се код сложенијих задатака учинак може чак и побољшати код благе или умерене хладноће. Поновљена, кратка излагања хладноћи у лабораторији, која изазивају реакције навикавања на хладноћу, не побољшавају значајно неуромишићне или когнитивне перформансе. 

## Топлотни биланс на хладноћи

### Биофизиолошки фактори
Телесна температура одражава збир ефеката унутрашње производње срца и преноса топлоте између тела и околине. Једначина топлотног биланса се математички писује као однос:
S=M-(+/-Wk)+/-E +/-R+/- C+/- K (W/m²)
```
где je:
```

- S складиштење топлоте
- M метаболичку производњу топлоте,
- Vk енергију која излази (позитивна за концентрични рад) или улази (негативна за ексцентрични рад) у тело као спољашњи рад.
- W/m² вати по квадратном метру
- E испаравања
- R зрачења
- C конвекција

Збир ових процеса је складиштење топлоте (S), које представља добијање топлоте од стране тела ако је позитивно или губитак топлоте из тела ако је негативан.
У срединама хладнијим од телесне температуре, код људи, топлота тече из средишта тела ка околини, првенствено преко сувих (проводних и конвективних) механизама за губитак топлоте. Ветар повећава конвективни губитак топлоте са површине тела, чиме се даје основа за концепт хладноће изазване ветром.
Пошто вода има много већи топлотни капацитет од ваздуха, конвективни пренос топлоте је већи (можда и 70 пута) током потапања у воду него у ваздуху исте температуре.
Одећа обезбеђује изолацију између тела и околине, чиме се ограничава конвективни и кондуктивни губитак топлоте, али мокра одећа пружа знатно мању изолацију од суве. 
Према томе карактеристике животне средине поред температуре утичу на потенцијал губитка топлоте и резултују физиолошким напором за одбрамбену телесне температуре.

### Физиолошки одговор
Физиолошки одговор људи на хладноћу одбвија се кроз.
- Вазомоторни одговор - који смањује губитак суве топлоте у околину.

- Метаболички одговор - који смењује топлоту изгубљену у околину.

#### Вазомоторни одговор
Периферна вазоконстрикција је један важан физиолошки вазомоторни одговор код људи изложени хладноћи, који смањује проток крви како би температура воде постала хладнија. Током излагања хладноћи целог тела, вазоконстрикторни одговор је широко распрострањен по целој периферији тела. Смањење периферног протока крви смањује конвективни пренос топлоте између средишта тела и омоталча тела (коже, поткожне масти и скелетних мишића) и повећава изолацију. 
Топлота се губи са површине тела брже него што се замењује. Као резултат, излагање хладноћи целог тела настаје опадање температуре коже на целој површини тела. Изолација почиње да расте када температура коже падне испод око 35° и постаје максимална када је температура коже око 31° или мање.
Пррма томе, током излагања хладноћи, одбрана централне температуре унутрашњости се дешава на рачун пада температуре коже.
Периодичне осцилације (раст и пад) температуре коже прате почетни пад температуре коже током дужег излагања хладноћи. Ове осцилације температуре коже су резултат пролазног повећања протока крви до охлађеног прста. Првобитно се сматрало да је за то одговоран локални ефекат хлађења, док недавни докази сугеришу да Луисова реакција може укључивати централно посредован механизам. Слична вазодилатација изазвана хладноћом јавља се у подлактици,  Овај ефекат може бити поседица другачијег физиолошког механизма, пошто се чини да је одговор подлактице резултат вазодилатације у мишићној васкулатури, а не у кожи.

#### Метаболички одговор
Како би се надокнадила топлота изгубљена током излагања хладноћи ступа у акцију метаболичка производња топлоте. Мишићи се генерално сматрају извором повећане метаболичке производње топлоте. Осим стварања спољашње силе, контракције мишића такође ослобађају знатне количине топлоте (отприлике 70% укупне потрошене енергије). Значи да ме  физичка активност током рада или вежбања повећава метаболичку производњу топлоте, па тако у недостатку повећања добровољне мишићне активности, почиње дрхтавица. која је нехотични образац понављајућих, ритмичних контракција мишића. Хорват је  дрхтавицу  назвао стањем "квазивежбања", пошто се мишићи контрахују, али не врше спољни рад. 
Дрхтавица може почети одмах или у року од неколико минута након почетка излагања хладноћи, обично у мишићима трупа, након чега следи ширење на удови. Термогенеза дрхтања се квантификује мерењем повећања уноса кисеоника у цело тело). Уз претпоставку да однос респираторне размене представља непротеински респираторни количник, могуће је израчунавање топлотног еквивалента (метаболичке производње топлоте) и кисеоника.
Повећање кисоника повезано са појавом дрхтавице на хладноћи захтева повећан системски транспорт кисеоника, па се срчани волумен  повећава са излагањем хладноћи. Срчани минутни волумен се повећава првенствено због повећања ударног волумена, са малим променама у откуцају срца у мировању током излагања хладноћи.
Истраживачи су покушали да дефинишу максимални капацитет дрхтања у смислу потрођње кисоника. У једном истраживању ниво кисеоник је износи око 1.500 мл/мин код неактивних голих мушкараца изложених температурама од -18° са ветром од 4,5 м/с. Највећи забележени кисоник током дрхтања у хладној води је 2,2 литра/мин у води на 12° што одговара 46% од максимума кисоника. Дакле, интензитет дрхтања варира у зависности од тежине хладног стреса.

### Утицај хладноће на енергетски метаболизам мишића
Излагање хладноћи може утицати на метаболизам мишићне енергије током вежбања, јер је  сви, уочено повећање концентрације лактата у крви током вежбања на хладноћи у односу на оно у умереним условима. Када су температура унутрашњости тела и концентрација кисоник слични током вежбања у хладним и умереним условима, хладноћа не утиче на лактат у крви. Експерименти на животињама који користе радиоактивно обележене инфузије лактата за мерење стопе промене лактата током вежбања показују да излагање хладноћи може повећати и изглед и уклањање лактата у крви у поређењу са неутралним условима без нето повећања концентрације.
Ефекти излагања хладноћи на метаболизам лактата током вежбања повећавају могућност да излагање хладноћи може убрзати гликолизу мишића током вежбања. Током вежби већег интензитета у стабилном стању, коришћење мишићног гликогена је исто у хладним и умереним условима. Међутим, током вежбања у стабилном стању ниског интензитета, употреба гликогена у активним мишићима је израженија на хладном него у умереним условима. Повећана употреба гликогена током вежбања ниског интензитета приписује се додатном метаболичком трошку дрхтавице, али је у ствари концентрација кисеоника била иста током вежбања у хладним и умереним условима, што сугерише да дрхтавица можда не објашњава повећану употребу гликогена.
Иако нема јасног експерименталног објашњења за то запажање, смањена температура мишића може смањити механичку или биохемијску ефикасност мишића. Без обзира на механизам, чини се да су смањене температуре мишића и језгра, а не излагање хладноћи, одговорне за промене у метаболизму мишићне енергије током вежбања.

### Коришћење енергетског супстрата
Дрхтавица, као и свака мишићна активност, зависи од адекватног снабдевања супстратом за метаболичке процесе који производе енергију за контракције. Брзина метаболизма се може повећати два до пет пута, у зависности од интензитета дрхтања, као што је већ објашњено. Ово повећање има нутритивне импликације за особе које живе и раде у хладним условима. Особе које су адекватно обучене или заштићене од околине не дрхте много, а самим тим и потребе за исхраном нису значајно погођене. Они који одећом и склоништем нису адекватно заштићени од хладноће ће дрхтати, а њихове енергетске потребе за исхраном биће веће него у облатима самтоплијом климом. Иако је очигледно да ће повећање енергетских потреба за исхраном бити пропорционално трајању и озбиљности изложености хладноћи, тешко је тачно предвидети индивидуалне потребе за нутритивним вредностима.
На великим висинама, мишићни гликоген може бити важан супстрат за одржавање дрхтавице на хладноћи. Успон на велику надморску висину смањује концентрацију кисеоника која одговара 25% до 30% концентрацији кисеоника на нивоу мора, што значи да захтева додатни унос од 60% до 70% процената кисеоника на 5.000 м надморске висине. Иако физичка активност на том интензитету значајно исцрпљује мишићни гликоген, а гликогенолиза мишића током вежбања је бржа на великој надморској висини него на нивоу мора,  остаје да се експериментално утврди да ли надморска висина утиче на гликогенолизу мишића током дрхтања као и током вежбања.

### Утицај вежбања на терморегулацију на хладноћи
Додаатна физичка активност може повећати метаболичку производњу топлоте више него дрхтање. Док максимално дрхтање може повећати концентрацију кисеоника на око 2 литра/мин, вежбање може повећати концентрацију кисеоника до 5 литара/мин или чак више.
Међутим, ефекат вежбања на топлотну равнотежу зависи од сложене интеракције између фактора који се односе на интензитет вежбања, услове околине и начин активности. Док вежбање повећава метаболичку производњу топлоте, она такође олакшава губитак топлоте из тела повећавајући проток крви у кожи и активним мишићима. Овај ток побољшава конвективни пренос топлоте од унутрашњости тела до периферних делова тела. Дакле, док се метаболичка производња топлоте прогресивно повећава како се повећава интензитет вежбања, тако се повећава и губитак топлоте због повећања дотока крви у мишиће и кожу. Такође, кретање удова повећава конвективни губитак топлоте са површине тела нарушавајући стационарни гранични слој ваздуха или воде који се развија на површини коже у мирном окружењу.

### Кардиоваскуларни одговори на вежбе на хладноћи
Изложеност хладноћи такође може утицати на кардиоваскуларне реакције на субмаксимално вежбање. Очигледно, минутни волумен срца мора да се повећа да би се задовољио захтев за повећан системски транспорт кисеоника када излагање хладноћи стимулише дрхтавицу током вежбања ниског интензитета на хладноћи. За дату концентрацију кисеоника, минутни волумен срца је исти током вежбања у хладним и умереним условима.
Међутим, излагање хладноћи може да промени начин на који се постиже срчани минутни волумен. Откуцаји срца су обично нижи, а ударни волумен већи током вежбања на хладном ваздуху или хладној води у поређењу са вежбањем на истој концентрацији кисеоника у умереним условима.  Овај феномен вероватно одражава ефекат повећаног предоптерећења срца услед повећаног централног волумена крви који је повезан са периферном вазоконстрикцијом изазваном хладноћом.